# Oddíl 10 z Navarone
Oddíl 10 z Navarone (v originále Force 10 from Navarone) je válečný akční film z roku 1978 volně založený na stejnojmenném románu Alistaira MacLeana z roku 1968. Jedná se o pokračování filmu Děla z Navarone z roku 1961. Role Malloryho a Millera jsou ztvárněny Robertem Shawem (který zemřel před uvedením filmu) a Edwardem Foxem, kteří navazují na role původně ztvárněné Gregory Peckem a Davidem Nivenem. Film režíroval Guy Hamilton a dále v něm hrají Harrison Ford, Carl Weathers, Barbara Bach, Franco Nero (v roli původně ztvárněné Tutte Lemkowem) a Richard Kiel.
Film přebírá svůj název z knihy Alistaira MacLeana, ale má tak málo společného s románem, že MacLean později volně adaptoval část scénáře do své knihy Partyzáni z roku 1982.

## Děj
Krátce po návratu z jejich předchozí úspěšné mise – zničení děl na ostrově Navarone – dostávají Mallory a Miller nový, ještě riskantnější úkol: mají za úkol v Jugoslávii vyhodit do povětří most klíčový z hlediska druhé světové války. Na své cestě se připojují k americké jednotce commandos Oddíl 10 (v originále Force 10) vedené odvážným poručíkem Barnsbym, aby společně provedli misi, která se jinak zdá být nemožná. Jakmile však dorazí do Jugoslávie, jsou zajati Němci a mise se zdá být ztracena. Nakonec se jim však podaří uprchnout a splnit svůj úkol.

## Obsazení
- Robert Shaw jako major Keith Mallory
- Harrison Ford jako podplukovník Mike Barnsby
- Edward Fox jako štábní seržant John Miller
- Barbara Bach jako Maritza Petrović
- Franco Nero jako kapitán Lescovar / plukovník Von Ingolsleben, důstojník německé vojenské zpravodajské služby Abwehr
- Carl Weathers jako seržant Olen Weaver
- Richard Kiel jako kapitán Dražak
- Alan Badel jako major Petrović
- Michael Byrne jako major Schroeder
- Philip Latham jako velitel Jensen
- Angus MacInnes jako poručík Doug Reynolds
- Michael Sheard jako seržant Bauer
- Petar Buntic jako Marko
- Paul Humpoletz jako seržant Bismark
- Ramiz Pasic jako Malloryho chlapec